# Ваченська урна
Ваченська урна (словен. Situla z Vač або vaška situla) — ритуальна бронзова урна, періоду ранньої Залізної доби, датується приблизно 5 століттям до н.е.. Була знайдена в 1882 році на розкопках біля села Ваче фермером Янез Грільком в центральній частині Словенії. Ця урна є однією з найцінніших знахідок Галльштаттської культури, її використовували північні іллірійці, що проживали на території сучасної Словенії. Її об'єм становить приблизно два літри, а використовувалась вона для тримання в неї святої води. Зберігається у Національному музеї Словенії в Любляні.

## Опис
Ваченська урна виготовлена з трьох окремих бронзових листів які з'єднані бронзовими заклепками та ручка виготовлена з крученого дроту. Вся урна виготовлена в техніці торевтика. Висота урни 23,8 см.

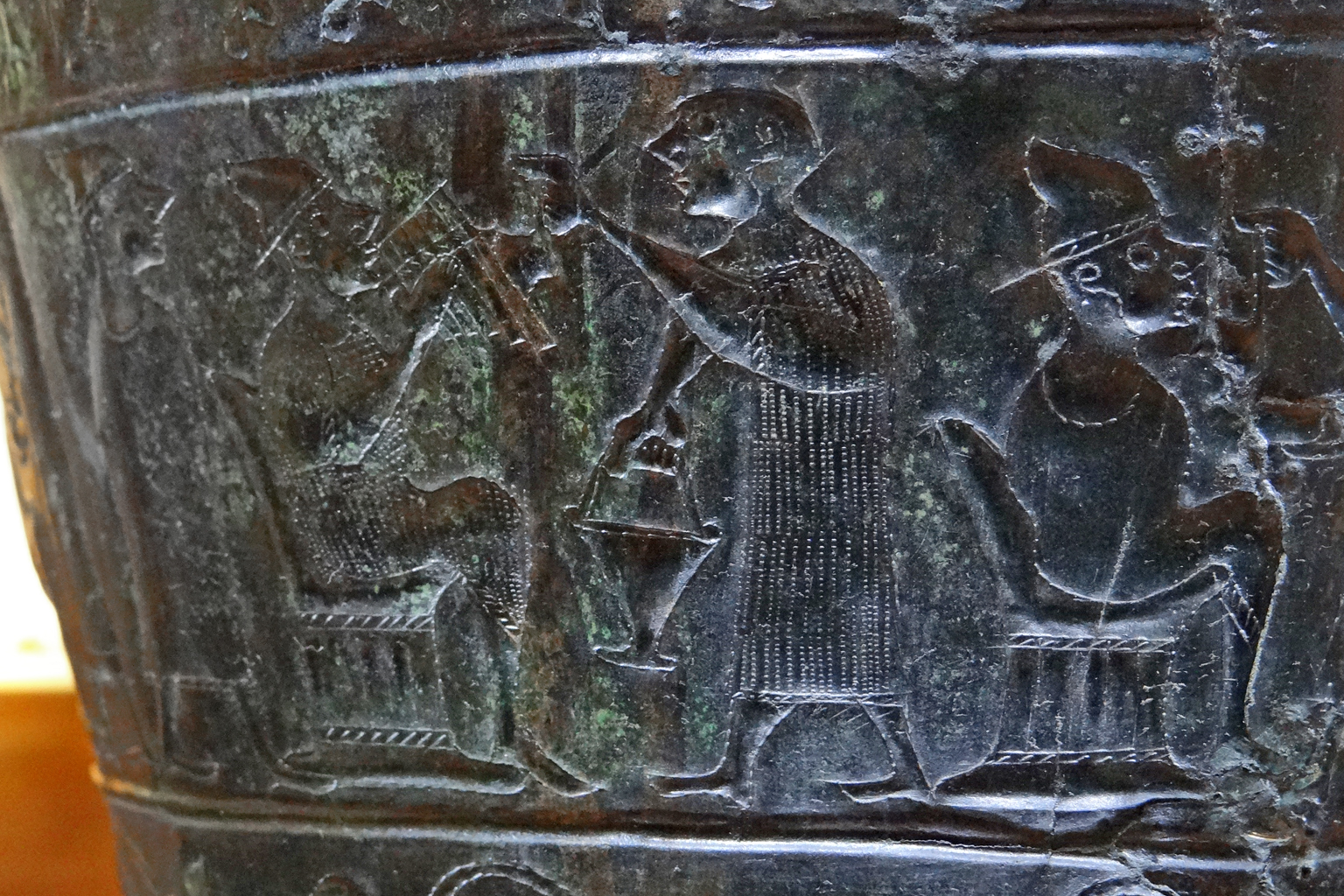
Середня часина урни

Вона прикрашена трьома паралельними горизонтальними рядами барельєфів на яких зображені воїни, ритуальні бої та тварини. 

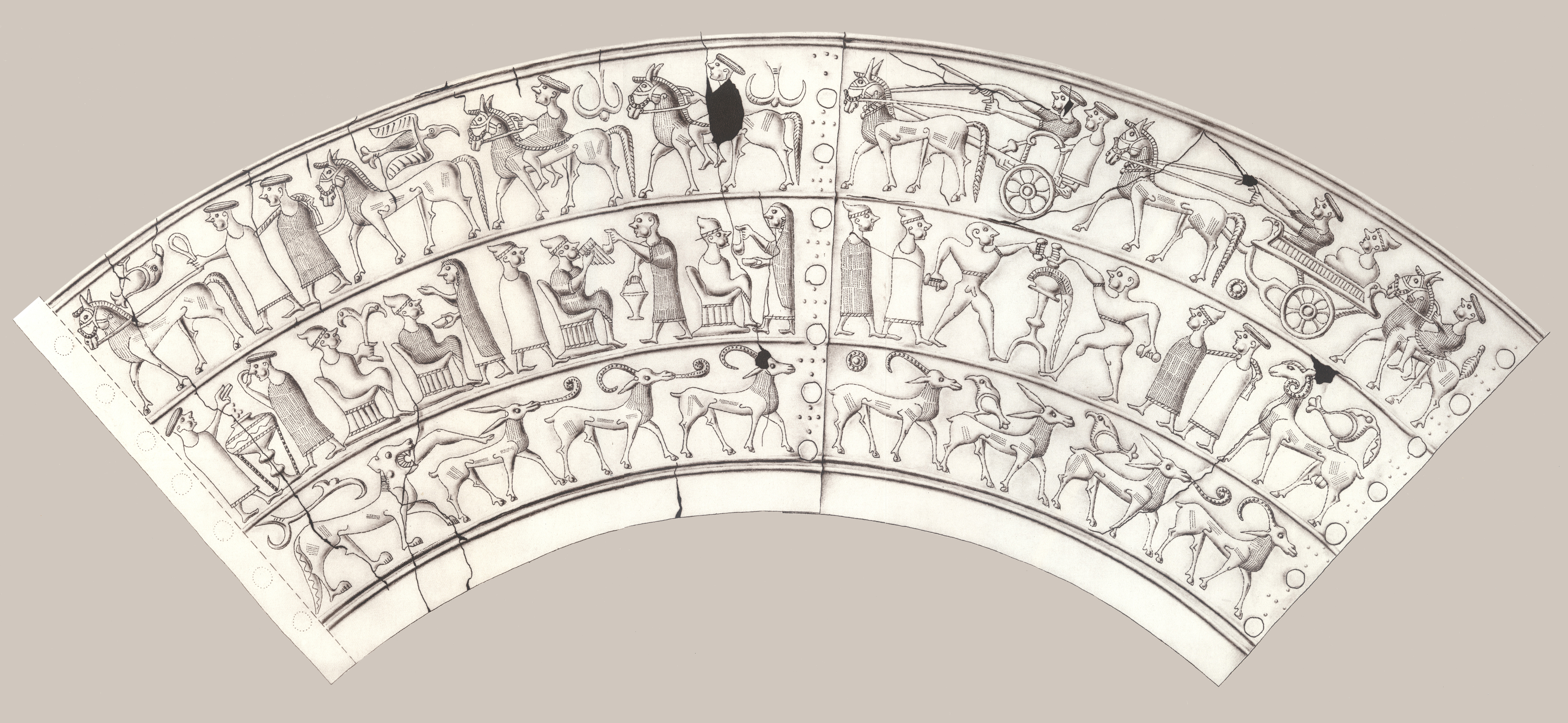
Три смуги барельєфа зображені на верхній частині урни

На верхній урні сцени розташовані в три смуги. На першій зображена урочиста процесія. На чолі стоїть кінь з людиною на довгих поводах. Над конем зображений висячий птах. Інший чоловік із сокирою на плечі веде коня на повідку. Також над іншим конем знаходиться птах з розпростертими крилами. За двома конями з двома провідниками слідують два вершники, кожен із двома чоловіками. Перший - це водій, а другий - супроводжуючий. Другий візок зроблений вишуканіше, і навіть той, хто їде за спиною водія, має на голові кращі головні убори, ніж інші люди на цьому фризі. Сцену завершує інший вершник з конем у якого пов’язаний хвіст.
Головна подія зображена в середній смузі. По-перше, жертва, де перша людина насипає зерна у велику урну, а друга людина насолоджується запахом приношення. Цей вчинок супроводжується святом. Чотири дворянина, вкриті однаковими головними уборами, сидять на престолах. Перший тримає в руках скіпетр, другий пропонує жінці їжу, третій грає на панській сопілці. За ним стоїть чоловік, а перед ним лисий слуга, який подає йому напій ложкою. Останнього великого чоловіка на троні також обслуговує жінка, цього разу з їжею та напоями. За гостями слідує сцена змагань. Два голі боксери, вдягнуті в пояса, борються за трофей, тримаючи руки в руках: бронзовий шолом з пір’ям. За поєдинком спостерігають глядачі. Найправіше зображено людину з сокирою на плечі, яка веде барана до жертовного забою. Нижня смуга показує тварин. Спочатку лев з вовчим хвостом пожирає ногу тварини. Перед ним стоять сім тварин: три косулі та чотири козероги. На двох, птахи повернуті назад, а троє звисають з рослини.

## Цінність
Ваченська урна визнана національним надбанням Словенії. Маленькі фігури, взяті з цієї урни, використовуються як фонова графіка в словенському паспорті. Було створено туристичний маршрут де показуються збільшеними в п’ять разів ваченську урну, що стоїть на початку місцевої археологічної стежки Ваче.